# Ерні Шейверс
Ерні Ді Шейвер (англ. Earnie Dee Shaver), більш відомий як Ерні Шейверс (англ. Earnie Shavers; 31 серпня 1944, Гарленд — пом. 1 вересня 2022) — американський професійний боксер, один з найбільших панчерів в історії важкої ваги. З його 74-х перемог 23 здобуто нокаутом у першому раунді.

## Професіональна кар'єра
Ерні Шейверс дебютував на профірингу 6 листопада 1969 року і впродовж чотирьох років боксував проти суперників невисокого рівня. Його кар'єра стала успішнішою, коли він підписав контракт з американським промоутером Доном Кінгом. 1973 року Шейверс переміг, зокрема, Джиммі Янга та ексчемпіона світу Джиммі Елліса.
29 вересня 1977 року зустрівся в бою зі славетним чемпіоном за версіями WBC, WBA і The Ring Мухаммедом Алі і програв одностайним рішенням суддів.
23 березня 1979 року Ерні Шейверс переміг нокаутом у першому раунді ексчемпіона світу Кена Нортона, що вважається його найяскравішою перемогою.
29 вересня 1979 року Шейверс вдруге вийшов на бій проти Ларрі Голмса, який на той час володів титулом чемпіона WBC, і програв йому технічним нокаутом у одинадцятому раунді. Бій з Голмсос став останнім великим боєм для Шейверса, хоча він виходив у ринг до 1995 року.